# Wolves in the Throne Room
Wolves in the Throne Room američki je black metal-sastav osnovan 2002. godine u Olympiji. Do danas je sastav objavio ukupno šest studijskih albuma, dva EP-a te dva koncertna albuma.

## Povijest

### Osnivanje (2002. – 2005.)
Sastav 2002. osnivaju braća Aaron i Nathan Weaver s ciljem da, prema njihovoj izjavi, pretoče "energije pejzaža pacifičkog sjeverozapada" u glazbeni oblik.
Godine 2004. grupa objavljuje prvi demouradak Wolves in the Throne Room; značajnost te demosnimke jest u tome što se sastojao od CD-a crne boje umotanog u krzno i mahovine koja je bila umetnuta u knjižicu s tekstovima pjesama.
Godinu dana kasnije skupina je objavila još jedan demouradak, 2005 Demo.

### Diadem of 12 StarsiTwo Hunters(2006. – 2008.)
Sastav 2006. godine objavljuje svoj prvi studijski album, Diadem of 12 Stars. Album je objavila diskografska kuća Vendlus Records. Album je sniman tijekom kolovoza 2005. godine u studiju Louder u San Franciscu. Producent albuma bio je Tim Green.
Two Hunters, drugi studijski album sastava, objavljen je već godinu dana kasnije. Album je objavila diskografska kuća Southern Lord Recordings. Producent albuma bio je Randall Dunn, koji je također bio producent i naknadnih albuma grupe. Tijekom snimanja albuma sastav je započeo koristiti analogne sintesajzere, što je kasnije postalo bitno obilježje njegovog zvuka.

### Malevolent Grain,Black CascadeiCelestial Lineage(2009. – 2012.)
Sastav 2009. godine objavljuje svoj prvi koncertni album, Live at Roadburn 2008. Album je bio ograničen na 500 primjeraka te se izvorno sastojao od CD-a i DVD-a. Vinilna i CD inačica albuma sadrže različite naslovnice.
Iste godine sastav objavljuje svoj prvi EP pod nazivom Malevolent Grain. EP se sastoji od svega dvije pjesme od koje obje traju dulje od deset minuta.
Sastav objavljuje svoj treći studijski album Black Cascade u ožujku 2009. Nakon objave albuma sastav odlazi na kratku turneju po SAD-u i Europi.
Godine 2010. sastav Godspeed You! Black Emperor najavljuje Wolves in the Throne Room kao gosta festivala All Tomorrow's Parties koji se održao u Mineheadu u Ujedinjenom Kraljevstvu.
Četvrti studijski album sastava, Celestial Lineage, objavljen je 13. rujna 2011. godine te je treći i konačni nastavak trilogije albuma koja je započela s Two Hunters. Glazbeni kritičar Brandon Stosuy opisao je Celestial Lineage kao "svojstven album američkog black metala koji je definirao godinu 2011.".

### CelestiteiThrice Woven(2013. – danas)
Godine 2013. sastav objavljuje svoj drugi EP pod nazivom BBC Session 2011 Anno Domini. EP je snimljen 21. listopada 2011. godine u BBC-jevom studiju Maida Vale studios u Londonu.
Sastav u siječnju 2014. godine najavljuje kako će 'kompanjonski album' albumu Celestial Lineage biti objavljen iste godine te biti nazvan Celestite.  Celestite je objavljen 8. srpnja 2014. te je opisan kao eksperimentalni produžetak glazbenih tema koje je sastav koristio na svojem prethodnom albumu Celestial Lineage.
Na Noć vještica 2014. godine sastav objavljuje svoj drugi koncertni album Turning Ever Towards the Sun - Live at Neudegg Alm kojeg objavljuje diskografska kuća Funkenflug.
Sastav 30. siječnja 2016. godine izjavljuje kako su "u ranoj fazi stvaranja novog albuma". te da će vrlo vjerojatno biti objavljen 2017. godine Grupa je 28. lipnja 2017. na svojoj službenoj Facebook stranici izjavila kako će naziv novog albuma biti Thrice Woven te da će biti objavljen 22. rujna 2017. godine.

## Glazbeni stil i ideologija

### Osobine
Wolves in the Throne Room je značajan po tome što, za razliku od većine drugih black metal grupa, njegovi članovi ne koriste corpse paint, ne služe se pseudonimima niti se služe sotonističkim tekstualnim i scenskim elementima. Aaron Weaver, jedan od dvojice članova sastava, jednom je prilikom izjavio: "Wolves in the Throne Room nije black metal, ili preciznije, mi sviramo black metal pod vlastitim uvjetima zbog vlastitih razloga."
Glazba je sastava često opisivana kao "atmosferični black metal" i kao "kaskadski black metal".
Za razliku od ostalih modernih metal izvođača, Wolves in the Throne Room uvijek koriste vrlo staru opremu za snimanje i pojačala.

### Utjecaji
Glazbeni stil Wolves in the Throne Rooma najviše je inspiriran skandinavskim black metalom, no također postoje i utjecaji žanrova kao što su doom metal, dark ambient, crust punk i narodna glazba. Kao ključnu inspiraciju Wolves in the Throne Room često navodi grupu Neurosis; prema riječima sastava, Neurosisova glazba "djeluje na dubokom i intenzivnom mitskom nivou". Kao dodatnu inspiraciju sastav je naveo i klavijaturističku grupu Popol Vuh.

## Nastupi
Članovi Wolves in the Throne Rooma često se koriste svjetlošću vatre na svojim nastupima, bez obzira nastupaju li u zatvorenom ili otvorenom prostoru. Usto, sastav na svojim koncertima ne dozvoljava korištenje fotografskih aparata s bljeskalicom.

## Članovi sastava
| Trenutna postava - Aaron Weaver – bubnjevi, gitara, sintesajzer (2002. - danas) - Nathan Weaver – vokali, gitara (2002. - danas) | Bivši članovi - Nick Paul – vokali, gitara (2003. – 2004.) - Richard Dahlen – gitara (2005. – 2008.) - Will Lindsay – gitara (2008. – 2009.) | Trenutni koncertni članovi - Kody Keyworth – gitara (2010. - danas) Bivši koncertni članovi - Chris Beug – bas-gitara (2008.) - Oscar Sparbel – bas-gitara (2009.) - Ross Sewage – bas-gitara (2009.) |

## Diskografija
Studijski albumi
- Diadem of 12 Stars (2006.)
- Two Hunters (2007.)
- Black Cascade (2009.)
- Celestial Lineage (2011.)
- Celestite (2014.)
- Thrice Woven (2017.)
- Primordial Arcana (2021.)

EP-ovi
- Malevolent Grain (2009.)
- BBC Session 2011 Anno Domini (2013.)

Koncertni albumi
- Live at Roadburn 2008 (2009.)
- Turning Ever Towards the Sun - Live at Neudegg Alm (2014.)

Demo uradci
- Wolves in the Throne Room (2004.)
- 2005 Demo (2005.)

## Vanjske poveznice
- Službene stranice sastava
- Wolves in the Throne Room na Facebooku